# Peltaster
Genre
Peltaster est un genre d'étoiles de mer de la famille des Goniasteridae.

## Liste d'espèces
Selon World Register of Marine Species (16 décembre 2014) :
- Peltaster cycloplax Fisher, 1913 -- Philippines
- Peltaster micropeltus (Fisher, 1906) -- Hawaii
- Peltaster placenta (Müller & Troschel, 1842) -- Méditerranée et Atlantique Est

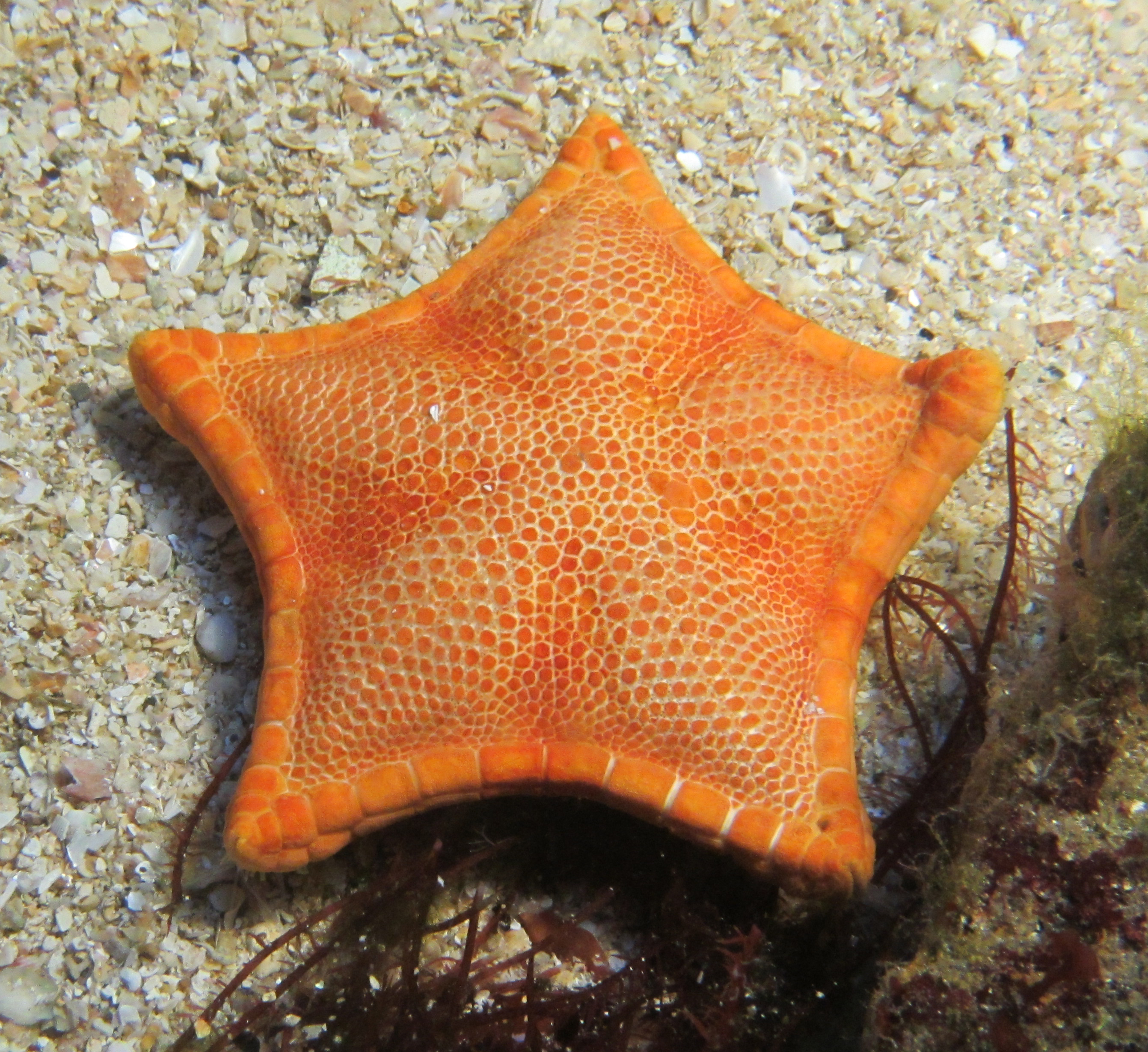
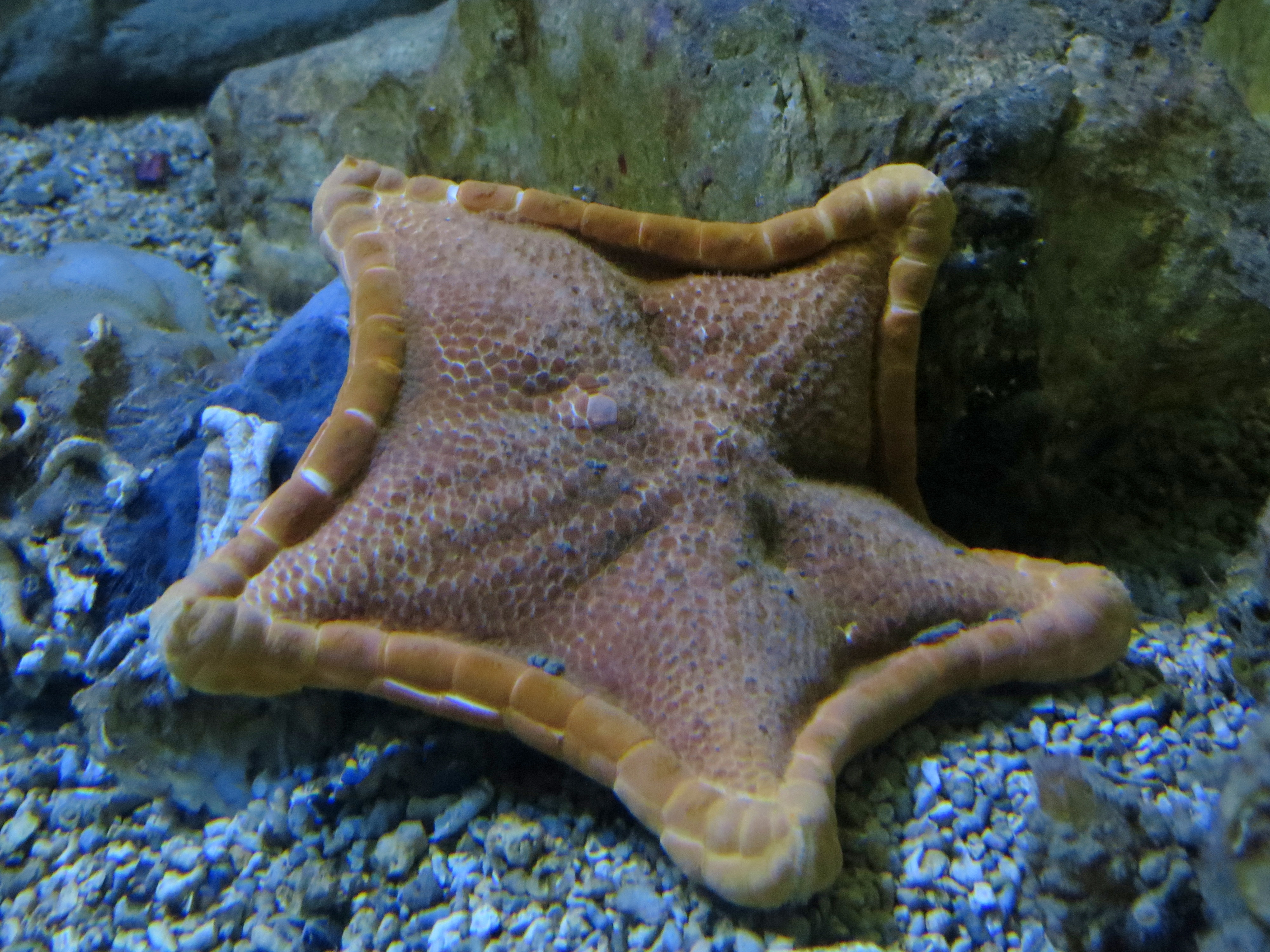
Peltaster placenta au Biodiversarium de l'Observatoire océanologique de Banyuls-sur-Mer.